# Karavanseráj Mehmeta Paši Sokoloviće
Karavanseráj Mehmeta Paši Sokoloviće (turecky Sokollu Mehmet Paşa Kervansarayı) je historická budova, která se nachází v tureckém městě Payas, administrativně spadající pod město İskenderun. Opevněný osmanský zájezdní hostinec byl postaven v 16. století a patří k dobře dochovaným ukázkám stavitelství své doby.

## Poloha
Budova vznikla nedaleko pevnosti Payas. Přístupná je po silnici D 817.

## Historie

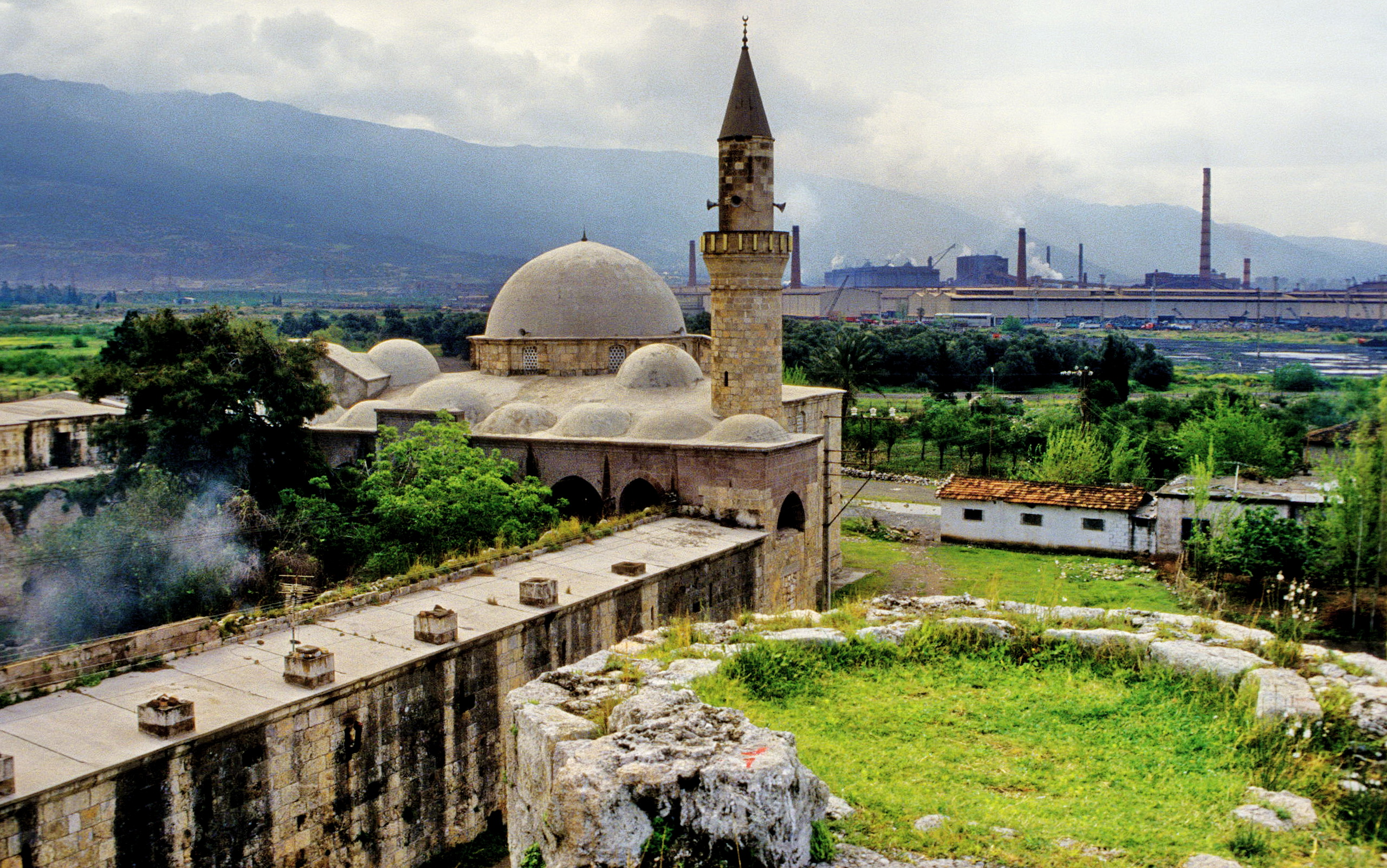
Historický areál (vlevo) a ocelárna (vpravo).

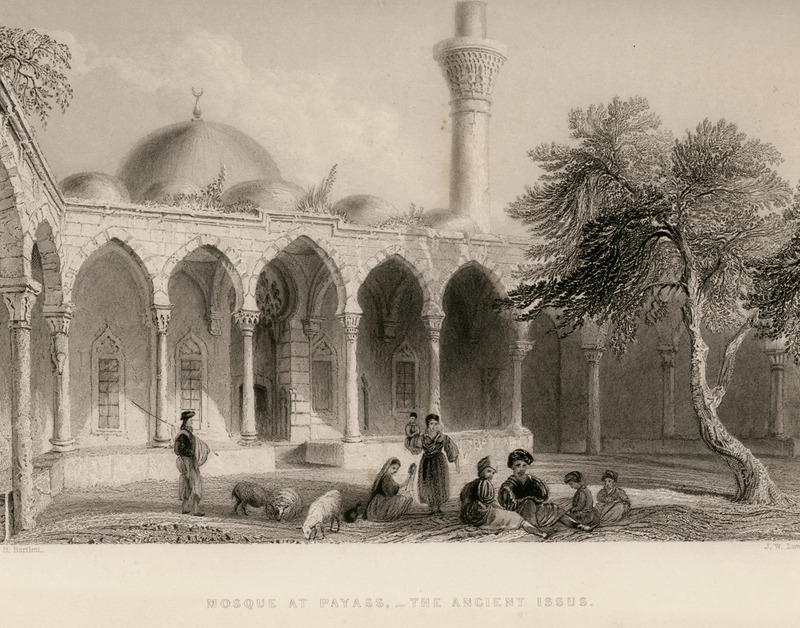
Areál na kresbě z 19. století

Zájezdní hostinec byl postaven v Payasu v době, kdy zde nechala turecká vláda (Vysoká porta) nařídit výstavbu loděnice. Vznik hostince, který by sloužil námořníkům, financoval sám velký vezír Sokolović (původem z Bosny). Objednatelem byl sultán. Dokončen byl po tureckém dobytí Kypru v roce 1571. Projekt stavby připravil známý turecký architekt vrcholného věku Osmanské říše, Mimar Sinan. Neví se nicméně, zdali na realizaci stavby sám Sinan dohlížel. Dle nápisu na stavbě byl karavanseráj dokončen roku 1574.
Areál při svých cestách navštívil rovněž i turecký cestovatel Evlija Čelebi.
V letech 2011 až 2013 probíhala rozsáhlá obnova stavby. Část objektu dnes slouží jako obchody, kavárny a část využívá radnice města. Obnovu ocenila turecká nadace pro ochranu a podporu environmentálních a kulturních hodnot (ÇEKÜL). Pouze Selimova mešita dnes plní svůj původní účel. Areál je otevřen pro veřejnost.

## Popis stavby
Budova poskytovala nocleh a stravu pro cestující obchodníky, kteří z Anatolie směřovali dále do Aleppa (v dnešní Sýrii) a přirozeně také poutníkům do Mekky. Areál byl opevněn; vnější zeď měla tloušťku až šest metrů a součástí komplexu je i věž, která sloužila pro dohled nad celou oblastí.
Plocha budovy má podobu pravidelného čtyřúhelníku a jeho rozloha činí 13 000 m2. Jeho součástí je velký dvůr a dále velká krytá ulice, kterou tvořily z obou stran obchody (bezistan). Kolmo na ni byla vedena druhá chodba, která spojovala velký dvůr s pevností. Prostory pro hosty měl několik částí; byla zde kuchyně, kde se vařila polévka a dále pokoje, kde byli hosté ubytováni. Z jedné strany rovněž přiléhal ke komplexu i hospic.
Součástí areálu se později stala také mešita, veřejné lázně (hamam) a škola (medresa). Tyto objekty vyplňují prostor mezi hostincem a pevností. Mešita je známá jako Selimova.

## Zajímavosti
Sokolovićův karavanseráj stával také i v srbské metropoli Bělehradě, kde se nicméně nedochoval do současnosti.
V areálu se nachází několik set let starý olivovník.